# 斯帕福德
斯帕福德（英語：Spafford）是美国纽约州奥农多加县的一个镇，位于雪城西南部，并地处奥农多加县的南西角。2010年美国人口普查时，该镇有1686人。其名称来源于当时图书馆的创始人霍拉肖·斯帕福德。